# Timan-Petschora-Ölfeld
Das Timan-Petschora-Ölfeld (russisch Тимано-Печорское месторождение) ist ein in einem Sedimentbecken liegendes Ölfeld im Norden von Russland. Es befindet sich zwischen der Petschorasee, wie der südöstliche Teil der Barentssee zwischen den Inseln Kolgujew und Waigatsch auch genannt wird, und dem Timanrücken. Die Erschließung des Feldes wurde Mitte der 1990er-Jahre beschlossen. Conoco und Lukoil erschließen das Ölfeld gemeinschaftlich.

## Produktion
In den vergangenen Jahren konnte die Produktion in der Region stetig ausgeweitet werden (siehe Tabelle). 2011 bestritt Lukoil in der Region 19,3 Prozent (2009: 22,2 Prozent) seiner gesamten Ölproduktion. Dies macht die Region nach Westsibirien (54,0 Prozent) zur zweitwichtigsten Förderregion für Lukoil. Allerdings sank die Fördermenge 2011 um über 17 Prozent. Größere Investitionen in neue Fördertechnik wie Lukoil sie z. B. in Westsibirien einsetzt sind nötig, um auch in Zukunft hohe Förderzahlen aufrechtzuerhalten. Einen erhöhten Wert legt man inzwischen auch auf die Gewinnung von Erdgas. 2016 konnte die Produktion gegenüber 2015 um 180 Millionen m³ auf 980 Millionen m³ Erdgas gesteigert werden.

### Lukoil-Ölproduktion (Millionen Tonnen pro Jahr)
| 15,63 | 15,23 | 15,95 | 17,33 | 17,72 | Quelle | Quelle | Quelle | Quelle | Quelle | Quelle |